# Рыжещёкая расписная пеночка
Рыжещёкая расписная пеночка (лат. Abroscopus albogularis) — вид птиц из рода Abroscopus. Выделяют три подвида.

## Распространение
Бангладеш, Бутан, Китай, Индия, Лаос, Мьянма, Непал, Тайвань, Таиланд и Вьетнам. Обитают в субтропических и тропических лесах.

## Описание
Длина тела 8—9 см, масса 4,7—5 г. Крошечные, довольно стройные пеночки с довольно широким клювом.

## Биология
Питаются почти исключительно мельчайшими беспозвоночными.

## Охранный статус
МСОП присвоил виду статус LC. Размер популяции неизвестен, в Китае и на Тайване насчитывается от 10000 до 100000 пар этих птиц.